# الفریده یلینک
الفریده یلینک ((به آلمانی: Elfriede Jelinek)؛ زادهٔ ۲۰ اکتبر ۱۹۴۶ در مورتسوشلاگ) رمان‌نویس، نمایشنامه‌نویس و فمینیست اتریشی است که سال ۲۰۰۴ میلادی برنده جایزه نوبل ادبیات شد. او در دو شهر وین و مونیخ زندگی می‌کند.

## زندگی
الفریده یلینک سال ۱۹۴۶ از پدری اهل چک و مادری رومانیایی در اتریش متولد شد. پدرش یک شیمیدان یهودی بود. او دوران کودکی خود را در وین گذراند.
در یک مؤسسه مذهبی به نام نوتردام دوسیون تحصیلات ابتدایی را فرا گرفت و در همان مؤسسه رقص کلاسیک و زبان فرانسه آموخت. در همان سال‌ها مادرش او را نزد معلمی برد تا ویولن، ارگ و پیانو به او بیاموزد.
یلینک در ۱۶ سالگی به هنرستان موسیقی وین رفت ولی خیلی زود فهمید که در این زمینه استعدادی ندارد. دوران دانشجویی شروع به شعر گفتن کرد که در مجله اتریشی پروتکل منتشر می‌شد.
پدرش یک سوسیالیست بود که کارش به جنون کشیده شد و در سال ۱۹۶۸ در یک آسایشگاه روانی درگذشت. مادرش نیز کاتولیک و مستبد بود.
رمان نخست او سال ۱۹۷۰ منتشر شد.

## اعتراض به دولت ایران
منوچهر متکی، وزیر امور خارجه ایران ۲۵ آوریل ۲۰۰۹ از اتریش دیدار کرد که این سفر با واکنش منفی الفریده یلینک روبرو شد.
یلینک در اظهاراتی گفته بود «دولتی چون ایران که مخالفان سیاسی خود را تا حد شکنجه و اعدام سرکوب و در سیاست خارجی نیز کشور دیگری مانند اسرائیل را به روال ناسیونال‌سوسیالیستها به نابودی تهدید می‌کند، با حداقل خواسته‌های متمدنانه نیز سازگار نیست.»
او همچنین گفته بود «پذیرایی رسمی از یکی از سیاستمداران بلندپایه چنین دولتی، اعتبار بخشیدن به آن است و باید به‌طور گسترده با آن مخالفت کرد.»

## جایزه نوبل ادبیات
سال ۲۰۰۴ کمیته نوبل ادبیات اعلام کرد جایزه خود را به الفریده یلینک اعطاء می‌کند، چرا که او در آثارش از زبانی خاص برای بیان کلیشه‌های جذاب جامعه استفاده می‌کند.
یلینک دهمین زنی بود که جایزه نوبل ادبیات را از آن خود کرد. او هنگام اعلام خبر برنده شدنش گفت نمی‌تواند برای گرفتن این جایزه به سوئد برود.

## جوایز ادبی
یلینک پیش از دریافت جایزه نوبل ادبیات جوایز دیگری نیز به دست آورده بود که مهم‌ترین آن‌ها عبارتند از:
- جایزه هاینریش بل، ۱۹۸۶
- جایزه گئورگ بوشنر، ۱۹۹۸
- جایزه هاینریش هاینه، ۲۰۰۲
- جایزه فرانتس کافکا، ۲۰۰۴

## آثار
مهم‌ترین اثر او رمان پیانیست است که سال ۱۹۸۳ منتشر شد. میشائیل هانکه سال ۲۰۰۱ فیلمی با نام معلم پیانو بر اساس این رمان ساخته است.